# Monte Buet
Il monte Buet (3.096 m s.l.m.) è una montagna delle Prealpi del Giffre nelle Prealpi di Savoia. Si trova nel dipartimento dell'Alta Savoia.
Dalla vetta si gode di una vista eccezionale sulla catena delle Aiguilles Rouges e sul massiccio del Monte Bianco.

## Storia
Il monte Buet ha svolto un ruolo importante nella nascita dell'alpinismo e nella conquista del monte Bianco nel XVIII secolo:
- 1765: primo tentativo di salita al monte Buet eseguito da Jean-André Deluc e suo fratello, studiosi ginevrini.
- 20 settembre 1770: i fratelli Deluc conquistano per primi la vetta del monte dal versante di Sixt. Conducono una serie di esperimenti tra cui il calcolo del tempo necessario per portare l'acqua all'ebollizione a questa altezza. Sono i primi ad utilizzare il barometro per misurare l'altezza. Si può considerare questa come la prima ascensione in alta montagna nelle Alpi.
- 1775: prima ascensione alla vetta per il versante di Vallorcine da parte di Marc Théodore Bourrit. Si rese conto che questa montagna chiamata La Mortine dagli abitanti di Vallorcine coincideva con quella che gli abitanti di Sixt chiamavano Buet.
- 1776: Horace-Bénédict de Saussure ripercorre l'itinerario del suo compatriota Jean-André Deluc e vi compie delle osservazioni preliminari in vista dell'ascesa al Monte Bianco[1].